# 陶斯沟站
陶斯沟站位于宁夏石嘴山市大武口区陶斯沟，邮政编码753300，于1966年由第一铁路工程局开工建设，1971年竣工，是平汝铁路的一个车站。距石嘴山站41公里，离汝箕沟站41公里。该站隶属兰州铁路局。办理旅客乘降和货运业务（办理整车，不办理危险货物发到），为五等车站，本站及相邻上下行区间均为电气化区段。日运行列车17对，年客运量1500人。现已撤销，但列车会在陶斯沟附近的发电厂停靠，方便发电厂职工通勤。